# 钟祥文风塔
31°09′58″N 112°35′32″E / 31.16611°N 112.59222°E
钟祥文风塔，位于中华人民共和国湖北省荆门市钟祥市郢中镇，是一座砖混实心覆钵式塔。该塔始建于唐朝，当时为一座土塔，后来被毁，明朝时重建。该塔通高20余米，塔基、塔身、塔刹等部分组成，其中塔刹有二十一层相轮。是全国重点文物保护单位。

## 历史
钟祥文风塔原名白乳高僧塔，最早建于唐朝广明元年（880年），当时为一座土塔。相传黄巢曾在钟祥杀死一名高僧，但僧人体内流出的并不是血而是白色乳状液体，时人为纪念这名高僧，遂垒土造塔:18。此后该塔被毁。明朝洪武二十二年（1389年）时得以重建并保存至今:109。这次重建时有当地官员以提议将此塔更名为文风塔，以寓意钟祥文风鼎盛。该提议获得了州、县官员和当地文儒的一致赞同。清朝乾隆年间时，文风塔的塔刹得以维修:196，道光年间时该塔再次得以维修:19-21。由于文风塔多为楼阁式塔，这种覆钵式文风塔在中国境内非常罕见:109。

## 结构
文风塔位于钟祥市郢中镇龙山报恩寺内，为一座砖混实心覆钵式塔，通高26米，由地宫、塔基、覆钵、相轮、宝盖、刹顶等部分组成，通体刷白。塔的底部为八角形的塔基，高2.68米，底宽10米，由上至下可分为三层，底层为12层青砖收砌，中间为束腰，顶部为6层收砌青砖。塔基下方为地宫，尚未勘探，相传有1尊佛像以及22颗舍利和1枚佛骨。塔基上方为覆钵式塔身，塔身底部有两道金刚圈，正南面开有眼光门，门内有一尊石雕佛像。塔身东西两面各镶有一块石碑，分别记载捐资修塔的信徒名单，北面原有一块石碑，已毁。塔身上方为塔刹，塔刹中心以刹杆作为支撑，底部由二十一层相轮组成，每层相轮之间均有仿斗拱砖雕。相轮上方为三重轮盘组成的宝盖，四周共悬挂有8个铜铃，上方镶嵌有3个“元”字。轮盘上为宝珠，宝珠上插有冲天铁戟。:251-252:195-196:18:54

## 文物保护情况
1956年11月15日，以“鍾祥文峯塔”的名义被湖北省人民委员会列为第一批湖北省文物保护单位；2006年5月25日，以“钟祥文风塔”的名义被中华人民共和国国务院列为第六批全国重点文物保护单位。
其作为文物的保护范围为：钟祥文风塔及周围一定范围。四至：东面至龙山的东脚线护坡，西面至龙山西脚线护坡，南面至锁龙堤路，北面至龙山北脚线护坡。
其作为文物的建设控制地带为：以保护范围四至为界向外延伸，东面至文风塔东侧水体西岸，西面至龟鹤池东岸，南面至原水产公司车队，北面至文风塔北代家湾内小街，面积约6万平方米。